# Rodriguezia venusta
Rodriguezia venusta är en orkidéart som först beskrevs av John Lindley, och fick sitt nu gällande namn av Heinrich Gustav Reichenbach. Rodriguezia venusta ingår i släktet Rodriguezia och familjen orkidéer. Inga underarter finns listade i Catalogue of Life.

## Bildgalleri

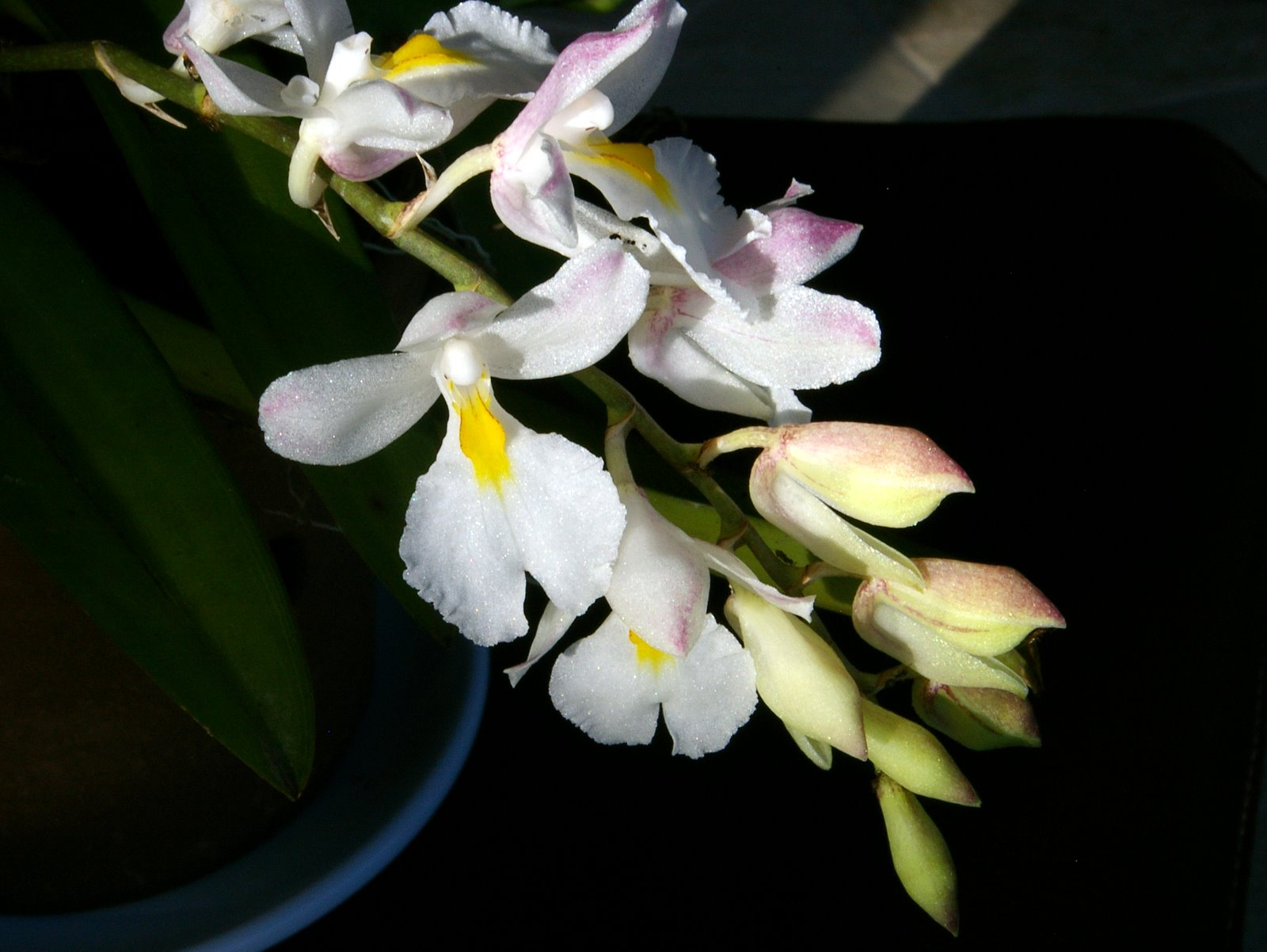
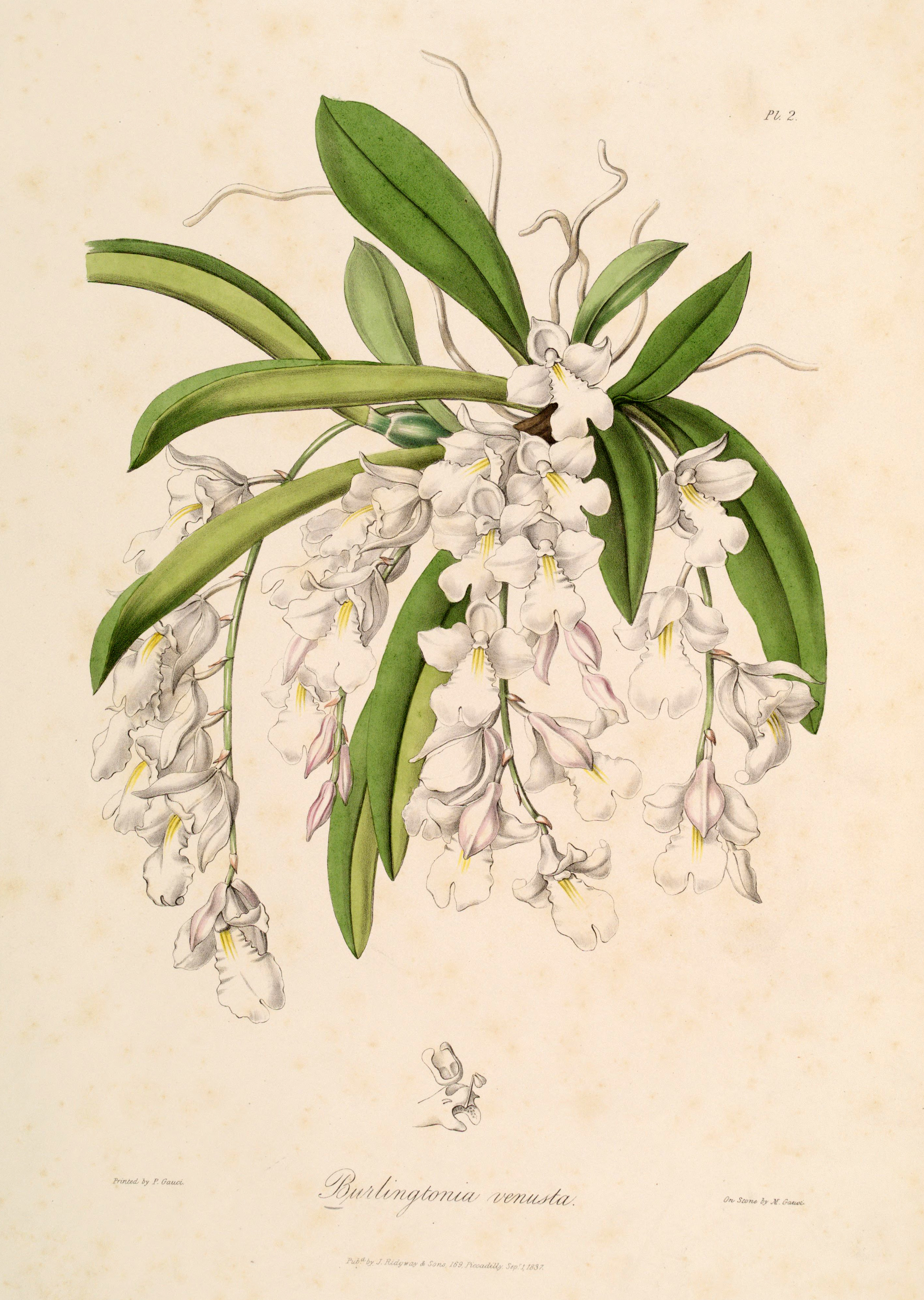